# 富蘭克林鎮區 (愛荷華州馬里昂縣)
富蘭克林鎮區（英語：Franklin Township）是位於美國愛荷華州馬里昂縣的一個行政鎮區。

## 地方資料
根據2010年美國人口普查的數據，富蘭克林鎮區的面積為92.48平方千米，當中陸地面積為92.48平方千米，而水域面積為0.00平方千米。當地共有人口320人，而人口密度為每平方千米3.46人。